# Микауцы
Микауцы (рум. Micăuţi, Микэуць) — село в Страшенском районе Молдавии. Является административным центром коммуны Микауцы, включающей также село Горное.

## География
Село расположено на высоте 99 метров над уровнем моря.

## Население
По данным переписи населения 2004 года, в селе Микэуць проживает 2627 человек (1317 мужчин, 1310 женщин).
Этнический состав села:
| Национальность | Число жителей | Процентный состав |
| -------------- | ------------- | ----------------- |
| молдаване      | 2309          | 87.89             |
| румыны         | 300           | 11.42             |
| украинцы       | 6             | 0.23              |
| русские        | 6             | 0.23              |
| цыгане         | 2             | 0.08              |
| болгары        | 2             | 0.08              |
| гагаузы        | 1             | 0.04              |
| прочие         | 1             | 0.04              |
| Всего          | 2627          | 100%              |